# 利根川河口堰
利根川河口堰（とねがわかこうぜき）は、千葉県香取郡東庄町および茨城県神栖市にまたがり、利根川を仕切る堰（河口堰）である。1965年（昭和40年）12月に着工し、1971年（昭和46年）1月に竣工した。事業費は125億円。常陸川水門と黒部川水門に隣接している。
総延長835メートルで、2門の調節門、7門の制水門などを擁し、利根川下流における首都圏の利水上の重要施設として位置づけられている。

## 利根川河口堰の目的
利根川河口堰には、主に二つの目的がある。
第一は、塩害の防止である。利根川下流部は古くは「古鬼怒湾」、中世には「香取海」と呼ばれていた海であり、傾斜はほとんど無く、当時汽水湖だった霞ヶ浦から流れ出す常陸利根川もあったことから、上流から流れてくる真水の量が減ると、銚子市にある河口から40キロメートル以上（香取市付近）まで塩水が溯上することもあった。その塩分の混じった水を、上水道や農業用水、工業用水として利用すると塩害が発生する。特に1958年（昭和33年）には渇水によって大利根用水地域や、部分的に完成していた両総用水地域も含め、被害面積約30,000町歩に及ぶ大規模な塩害が発生、千葉県だけで4億円を越える被害額が生じた。利根川河口堰はこうした塩害を防ぐため、河口から18.5キロメートル地点で利根川を締め切り、それより上流への塩水の溯上を防止し、利根川下流部の水を利用できる状態にする事を目的としている。
第二に、東京都をはじめとする首都圏に対する水供給がある。河口堰により利根川をせき止めることによって蓄えられた水は、千葉県印西市からはじまる北千葉導水路を経由し、千葉県松戸市から江戸川へと送水され、埼玉県や東京都へ水を供給することができる。同時に、常陸川水門と利根導水路との連動により、霞ヶ浦の水を利根川を経由して江戸川方面に送る事も可能になった。つまり、利根川河口堰と北千葉導水路によりはじめて利根川下流部と霞ヶ浦が東京都にとっての水源となりうるとされている。しかしながら、北千葉導水路の送水は、計画の最大30m3/sに対し、実績では多くて月平均3-4m3/sに留まり、年間を通しほとんど送水していない年も多い。

## 利根川大橋
堰の道路の部分である管理橋は利根川大橋（とねがわおおはし）と呼ばれ、道路橋として供用されている。全長834.0m、幅員7m（内、歩道1m）。
一般県道である茨城県道・千葉県道260号谷原息栖東庄線が通過しており、地域の幹線道路として活用されている。

### 隣の橋
- 利根川

（上流） - 利根川橋 - 小見川大橋 - 利根川大橋 - 利根かもめ大橋 - 銚子大橋 - （下流）

## 利根川河口堰が登場する作品
- ダムマンガ（井上よしひさ）